# Rectoria de Vallcàrquera
La Rectoria de Vallcàrquera és una masia del municipi de Figaró-Montmany (Vallès Oriental) inclòs en l'Inventari del Patrimoni Arquitectònic de Catalunya, data del segle xviii i actualment és l'Escola de Natura la Rectoria de Vallcàrquera. Gestionada per Aprèn, Serveis Ambientals, és propietat de la Diputació de Barcelona.

## Descripció
La Rectoria de Vallcàrquera data del s. XVII i disposa d'una petita capella, construïda el 1750, dedicada a Sant Pere, on el mossèn oficiava entre setmana.
La casa conserva l'armari que fou l'antic arxiu rectoral. També són visibles la ubicació de la llar de foc i del forn de pa (ara ja no són funcionals) i un túnel que parteix de les antigues quadres i que feia de nevera. Davant de la casa hi ha una espaiosa era amb la seva figuera. A un costat de l'era s'obre una galeria porticada que conserva un festejador.
La Rectoria fou caserna militar durant les guerres carlines, tal com recorda una rajola de la façana on es llegeix que fou el "cuartel del sur".
L'edifici i les feixes adjacents foren adquirides per la Diputació de Barcelona al Bisbat de Vic l'any 1991. Després d'una important rehabilitació, es va inaugurar oficialment com a escola de natura la tardor de 1998. Actualment (2022) s'anomena Escola de Natura la Rectoria de Vallcàrquera i és gestionada per Aprèn, Serveis Ambientals.

## Situació
La Rectoria de Vallcàrquera es troba en aquesta petita vall (Vallcàrquera) del Parc Natural del Montseny, a 2 km de Figaró-Montmany, i s'hi accedeix per una pista asfaltada d'uns 2 km.